# Język rasawa
Język rasawa – język papuaski używany w prowincji Papua w Indonezji, przez mieszkańców dwóch wsi (dystrykt Waropen Bawah, kabupaten Waropen). Należy do rodziny języków Równiny Jezior.
Według danych z 1987 r. posługuje się nim 200 osób. Jego użytkownicy to przede wszystkim osoby dorosłe.